# Índice de competitividad global

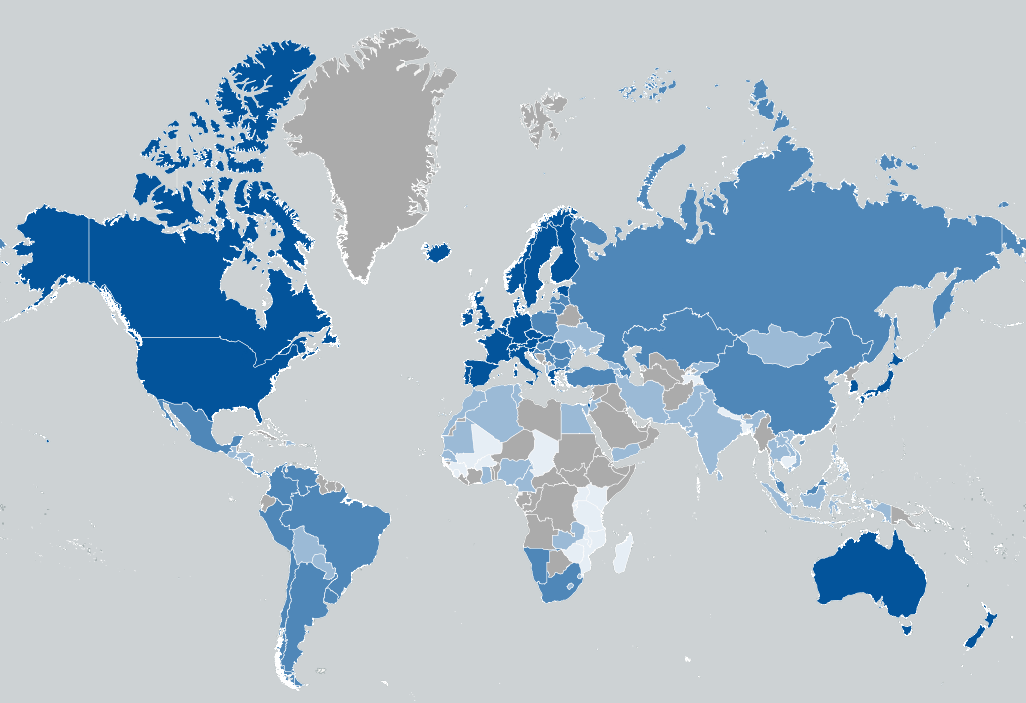
Competitividad de 140 países en 2015-2016. Según el Informe de Competitividad Global. Los países más competitivos se muestran en azul oscuro. A medida que el tono se debilita, también lo hace la competitividad de las economías. Los países marcados en gris no están representados en el informe.

El índice de competitividad global (en inglés: Global Competitiveness Index, siglas GCI), es un reporte anual publicado desde 1979 por el Foro Económico Mundial. Desde 2004, el Reporte de Competitividad Global ordena los países con base en este índice, desarrollado por Xavier Sala-i-Martin y Elsa Artadi. Antes de eso, los rankings macroeconómicos estaban basados en el Growth Development Index de Jeffrey Sachs y los rankings microeconómicos se basaban en el Business Competitiveness Index de Michael Porter. El GCI integra los aspectos micro y macroeconómicos de la competitividad en un solo índice.
El informe "evalúa la capacidad de los países de proveer altos niveles de prosperidad a sus ciudadanos". A su vez, esta habilidad depende de cuán productivamente un país utiliza sus recursos disponibles. En consecuencia, el índice mide un conjunto de instituciones, políticas y factores que definen los niveles de prosperidad económica sostenible hoy y a medio plazo.

## Descripción
Desde 2004, el informe ordena a las naciones del mundo de acuerdo a su índice de competitividad global, que está basado en investigación teórica y empírica. Está compuesto por 110 variables, de las cuales dos tercios provienen de la Encuesta de Opinión de Ejecutivos, y el otro tercio viene de fuentes de información libremente disponibles como las Naciones Unidas. Las variables están organizadas en doce pilares, donde cada uno de ellos representa un área considerada como un determinante de importancia de la competitividad.
La Encuesta de Opinión de Ejecutivos es una encuesta realizada a una muestra representativa de líderes empresariales en sus respectivos países. El número de encuestados ha crecido año a año y actualmente es de más de 13.500 en 142 países (2010).
El informe muestra que a medida que una nación se desarrolla, los salarios tienden a incrementarse y para mantener estos más altos ingresos debe aumentar la productividad. Además, lo que genera productividad en Suecia es necesariamente diferente de lo que lo hace en Ghana. Por lo tanto, el GCI clasifica a los países en tres etapas específicas: dirigidos por factores, dirigidos por eficiencia y dirigidos por innovación, cada uno de los cuales implica un grado creciente de complejidad en el manejo de la economía.

## Ranking del 2019
Este es el ranking completo del informe de 2019:
| Puesto  | País                            | Puntaje |
| ------- | ------------------------------- | ------- |
| 1       | Estados Unidos                  | 88,2    |
| 2       | Singapur                        | 88,0    |
| 3       | Suiza                           | 87,9    |
| 4       | Hong Kong                       | 87,8    |
| 5       | Países Bajos                    | 87,7    |
| 6       | Japón                           | 87,3    |
| 7       | Alemania                        | 87,1    |
| 8       | Suecia                          | 87,0    |
| 9       | Reino Unido                     | 86,8    |
| 10      | Dinamarca                       | 86,7    |
| 11      | Finlandia                       | 86,4    |
| 14      | Canadá                          | 86,2    |
| 13      | Corea del Sur                   | 86,2    |
| 15      | Francia                         | 86,1    |
| 16      | Australia                       | 86,0    |
| 17      | Noruega                         | 85,4    |
| 18      | Luxemburgo                      | 85,3    |
| 19      | Nueva Zelanda                   | 85,1    |
| 20      | Israel                          | 85,1    |
| 21      | Austria                         | 85,0    |
| 24      | Irlanda                         | 84,9    |
| 22      | Bélgica                         | 84,8    |
| 23      | España                          | 84,5    |
| 25      | Emiratos Árabes Unidos          | 84,2    |
| 26      | Islandia                        | 84,2    |
| 27      | Malasia                         | 84,1    |
| 28      | China                           | 84,0    |
| 29      | Catar                           | 83,9    |
| 30      | Italia                          | 83,6    |
| 31      | Estonia                         | 83.1    |
| 33      | Chile                           | 83.0    |
| 34      | Portugal                        | 82,5    |
| 32      | República Checa                 | 82,2    |
| 36      | Arabia Saudita                  | 82,1    |
| 37      | Uruguay                         | 82,0    |
| 38      | Polonia                         | 81,9    |
| 39      | Eslovenia                       | 80,2    |
| 40      | Malta                           | 81,2    |
| 41      | Lituania                        | 81,0    |
| 42      | Tailandia                       | 79,2    |
| 43      | Letonia                         | 75,2    |
| 44      | Eslovaquia                      | 75,0    |
| 45      | Rusia                           | 74,7    |
| 46      | Chipre                          | 74,1    |
| 47      | Baréin                          | 72,3    |
| 48      | Kuwait                          | 65.1    |
| 49      | México                          | 65.9    |
| 50      | Hungría                         | 65.1    |
| 51      | Bulgaria                        | 64.9    |
| 52      | Indonesia                       | 64.6    |
| 53      | Rumania                         | 64.4    |
| 54      | Mauricio                        | 64.3    |
| 55      | Omán                            | 63.6    |
| 56      | Kazajistán                      | 62.9    |
| 57      | Brunéi                          | 62.8    |
| 58      | Colombia                        | 62.7    |
| 59      | Azerbaiyán                      | 62.7    |
| 69      | Grecia                          | 62.6    |
| 61      | Sudáfrica                       | 62.4    |
| 62      | Turquía                         | 62.1    |
| 63      | Costa Rica                      | 62.0    |
| 64      | Croacia                         | 61.9    |
| 65      | Filipinas                       | 61.9    |
| 66      | Panamá                          | 61.6    |
| 67      | Vietnam                         | 61.5    |
| 65      | Perú                            | 61.7    |
| 68      | India                           | 61.4    |
| 69      | Armenia                         | 61.3    |
| 70      | Jordania                        | 60.9    |
| 71      | Brasil                          | 60.9    |
| 72      | Serbia                          | 60.9    |
| 73      | Montenegro                      | 60.9    |
| 74      | Georgia                         | 60.9    |
| 75      | Marruecos                       | 60,1    |
| 76      | Seychelles                      | 63,0    |
| NEW 77  | Barbados                        | 61,3    |
| 78      | República Dominicana            | 61,2    |
| 83      | Argentina                       | 60,3    |
| 79      | Trinidad y Tobago               | 58.3    |
| 80      | Jamaica                         | 58.3    |
| 81      | Albania                         | 57.6    |
| 82      | Macedonia del Norte             | 57.3    |
| 84      | Sri Lanka                       | 57.1    |
| 85      | Ucrania                         | 57.0    |
| 86      | Moldavia                        | 56.7    |
| 87      | Túnez                           | 56.4    |
| 88      | Líbano                          | 56.3    |
| 89      | Argelia                         | 56.3    |
| 90      | Ecuador                         | 55.7    |
| 91      | Botsuana                        | 55.5    |
| 92      | Bosnia y Herzegovina            | 54.7    |
| 93      | Egipto                          | 54.5    |
| 94      | Namibia                         | 54.5    |
| 95      | Kenia                           | 54.1    |
| 96      | Kirguistán                      | 54.0    |
| 97      | Paraguay                        | 53.6    |
| 98      | Guatemala                       | 53.5    |
| 99      | Irán                            | 53.0    |
| 100     | Ruanda                          | 52.8    |
| 101     | Honduras                        | 52.7    |
| 102     | Mongolia                        | 52.6    |
| 103     | El Salvador                     | 52.6    |
| 104     | Tayikistán                      | 52.4    |
| 105     | Bangladés                       | 52.1    |
| 106     | Camboya                         | 52.1    |
| 107     | Bolivia                         | 51.8    |
| 108     | Nepal                           | 51.6    |
| 109     | Nicaragua                       | 51.5    |
| 110     | Pakistán                        | 51.4    |
| 111     | Ghana                           | 51.2    |
| 112     | Cabo Verde                      | 50.8    |
| 113     | Laos                            | 50.1    |
| 114     | Senegal                         | 49.7    |
| 115     | Uganda                          | 48.9    |
| 116     | Nigeria                         | 48.3    |
| 117     | Tanzania                        | 48.2    |
| 118     | Costa de Marfil                 | 48.1    |
| NEW 119 | Gabón                           | 47.5    |
| 120     | Zambia                          | 46.5    |
| 121     | Suazilandia                     | 46.4    |
| 122     | Guinea                          | 46.1    |
| 123     | Camerún                         | 46.0    |
| 124     | Gambia                          | 45.9    |
| 125     | Benín                           | 45.8    |
| 126     | Etiopía                         | 44.4    |
| 127     | Zimbabue                        | 44.2    |
| 128     | Malaui                          | 43.7    |
| 129     | Mali                            | 43.6    |
| 130     | Burkina Faso                    | 43.4    |
| 131     | Lesoto                          | 42.9    |
| NEW 132 | Madagascar                      | 42.9    |
| 133     | Venezuela                       | 41.8    |
| 134     | Mauritania                      | 40.9    |
| 135     | Burundi                         | 40.3    |
| 136     | Angola                          | 38.1    |
| 137     | Mozambique                      | 38.1    |
| 138     | Haití                           | 36.3    |
| 139     | República Democrática del Congo | 36.1    |
| 140     | Yemen                           | 35.5    |
| 141     | Chad                            | 35.1    |